# (3509) Sanshui
(3509) Sanshui est un astéroïde de la ceinture principale.

## Description
(3509) Sanshui est un astéroïde de la ceinture principale. Il fut découvert le 28 octobre 1978 à Nanking par l'observatoire de la Montagne Pourpre. Il présente une orbite caractérisée par un demi-grand axe de 2,60 UA, une excentricité de 0,15 et une inclinaison de 12,8° par rapport à l'écliptique.

## Compléments